# Neon (reklama)

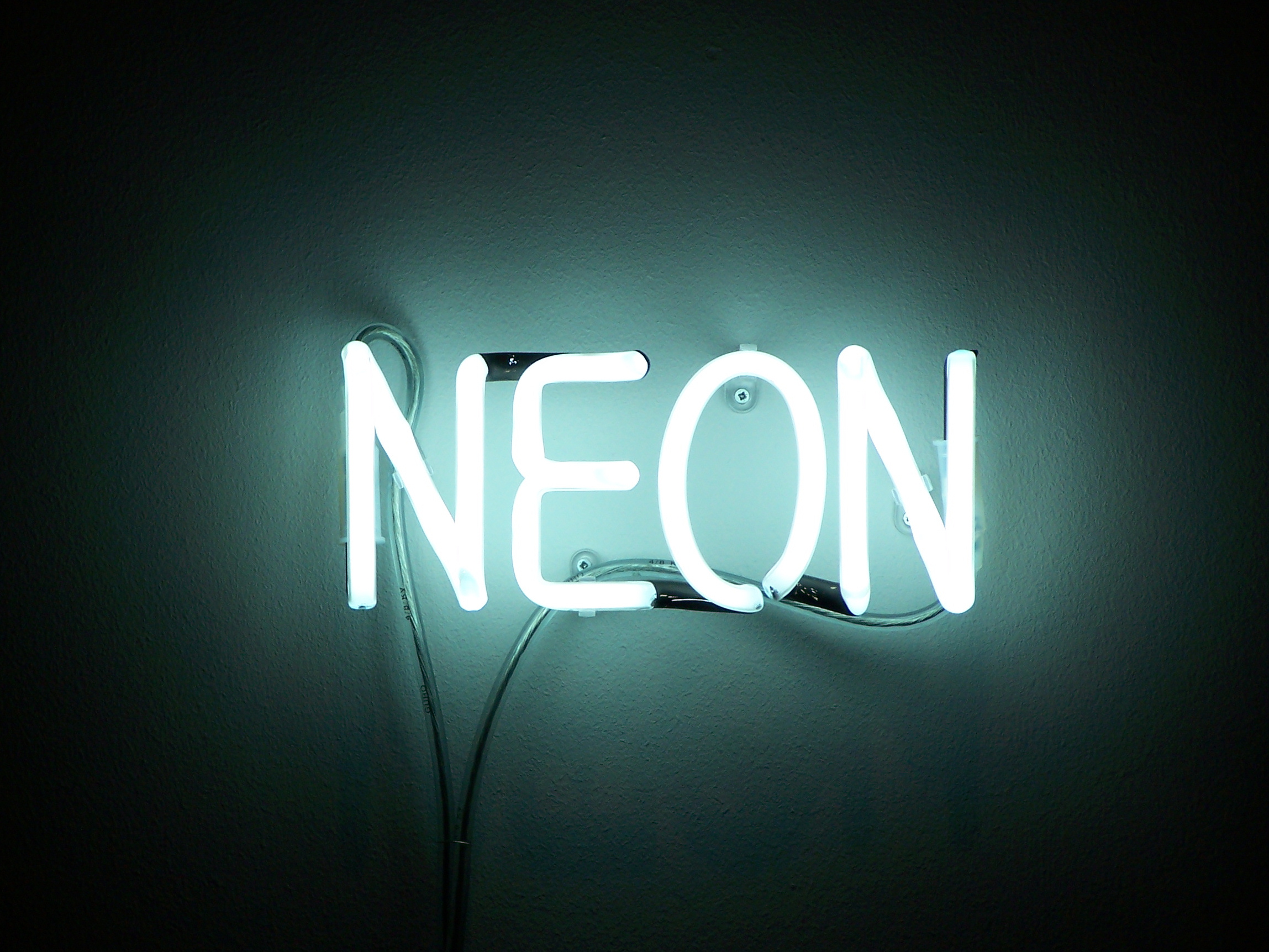
Neon wykonany ze szkła przezroczystego, proszkowanego luminoforem świecącym na biało, jako gaz wewnątrz rury użyto mieszaninę neonu, argonu i rtęci

Neon – popularna nazwa lamp wyładowczych opracowanych w 1910 roku przez Francuza Georges’a Claude, zaraz po wynalezieniu przezeń zasady funkcjonowania lamp neonowych, w zastosowaniu do reklam zewnętrznych. Jest rozwinięciem rurki Geisslera.
Szczytowy okres wykorzystania neonów w reklamach zewnętrznych w Polsce przypadł na lata 60. i 70. XX wieku. W Polsce zmierzch techniki neonowej nastąpił wraz z załamaniem gospodarczym w latach 80., a następnie z wolnością gospodarczą i rozwojem innych technik reklamy zewnętrznej.
Kolory świecenia neonu zależą od:
- składu gazu wewnątrz rury
- koloru szkła (barwionego w masie lub czasem po prostu malowanego)
- zastosowania odpowiedniego luminoforu

Luminofor w postaci proszku pokrywającego wnętrze szklanej rury stosuje się najczęściej w przypadku rurek wypełnionych mieszanką neonu, argonu i rtęci. Taka mieszanina gazów zjonizowana wysokim napięciem emituje promieniowanie UV, które wywołuje świecenie luminoforu w wąskim zakresie pasma widzialnego, co obserwowane jest jako „światło barwne”. Luminofory można łączyć, są też luminofory świecące na biało.
Neony występują w kilku rodzajach:
- Najprostszym i najtańszym z nich jest szkło transparentne wypełnione neonem. Rurki takie po zgaszeniu są przezroczyste, natomiast aktywne intensywnie świecą na czerwono[1].
- Drugim rodzajem neonów są transparentne rurki pokryte od wewnątrz luminoforem, wypełnione mieszanką gazów (z dodatkiem rtęci), których głównym składnikiem jest argon. Takie neony mają bardzo intensywne światło i występują w szerokiej gamie barw (również odcienie pastelowe). Po wyłączeniu neonu rurka ma biały kolor.
- Najbardziej estetycznym i zarazem najdroższym rodzajem neonu są rurki barwione w masie. Oprócz wyżej wspomnianego luminoforu, który zwiększa jaskrawość świecenia i modyfikuje jego kolor, rurki te zachowują barwę również po zgaszeniu neonu. Ten rodzaj szkła doskonale nadaje się do zewnętrznych aplikacji – wszędzie tam, gdzie neon będzie dobrze widoczny[1].

W 2012 roku w Warszawie powstało prywatne Muzeum Neonów.

## Kolory świecenia w zależności od składu gazu wewnątrz rury
Teoretycznie można zastosować wiele różnych gazów (lub ich mieszanin), wymienionych poniżej, jednak współcześnie w praktyce komercyjnej stosuje się niemal wyłącznie: neon, argon oraz rtęć. Stosowanie helu, kryptonu i ksenonu zarzucono z uwagi na wysoki koszt oraz wymagane wysokie napięcie zapłonu. Bogactwo kolorów uzyskuje się stosując barwne luminofory. Jedynie barwa żółta możliwa była do uzyskania tylko przez zastosowanie barwionego szkła, co jednak było kosztowne.
- neon: pomarańczowo-czerwony (z rtęcią w żółtozielonej rurze: zielony)
- argon: fioletowy (z dodatkiem rtęci świeci bardziej intensywnie i na niebiesko)
- hel: biało-różowawy
- hel w żółtej rurze: żółty
- krypton: biały
- ksenon: niebiesko-fioletowy

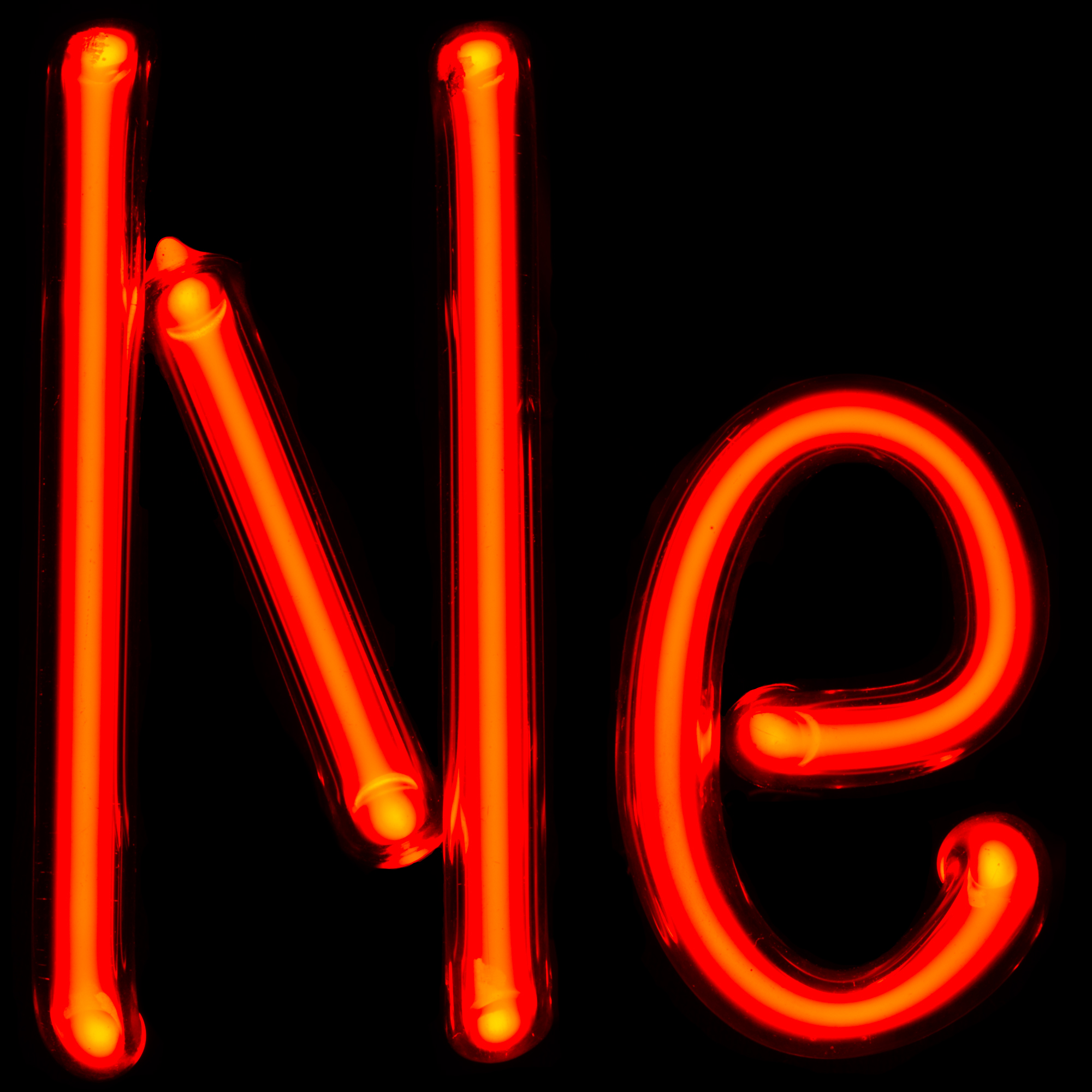
Neon często stosowany
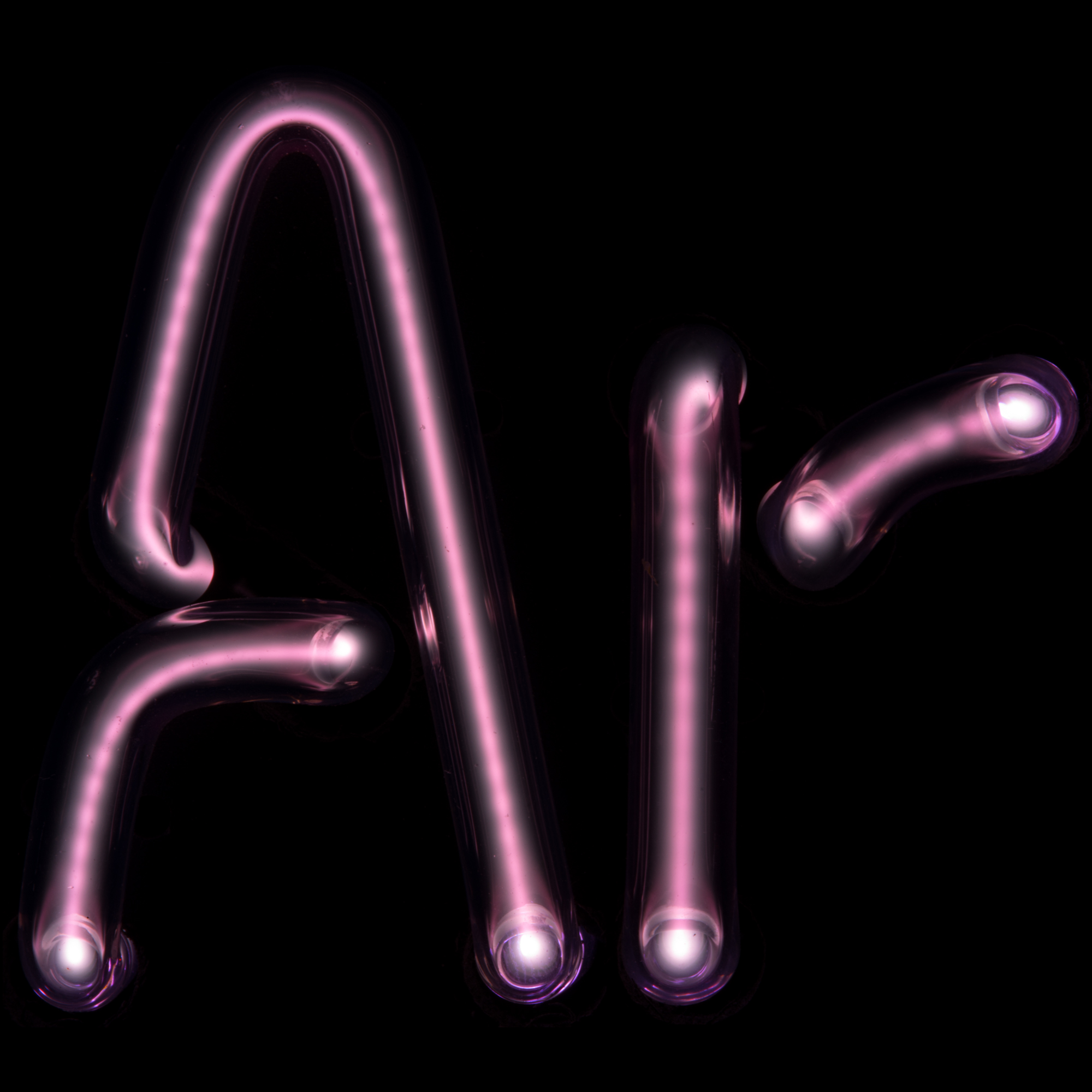
Argon
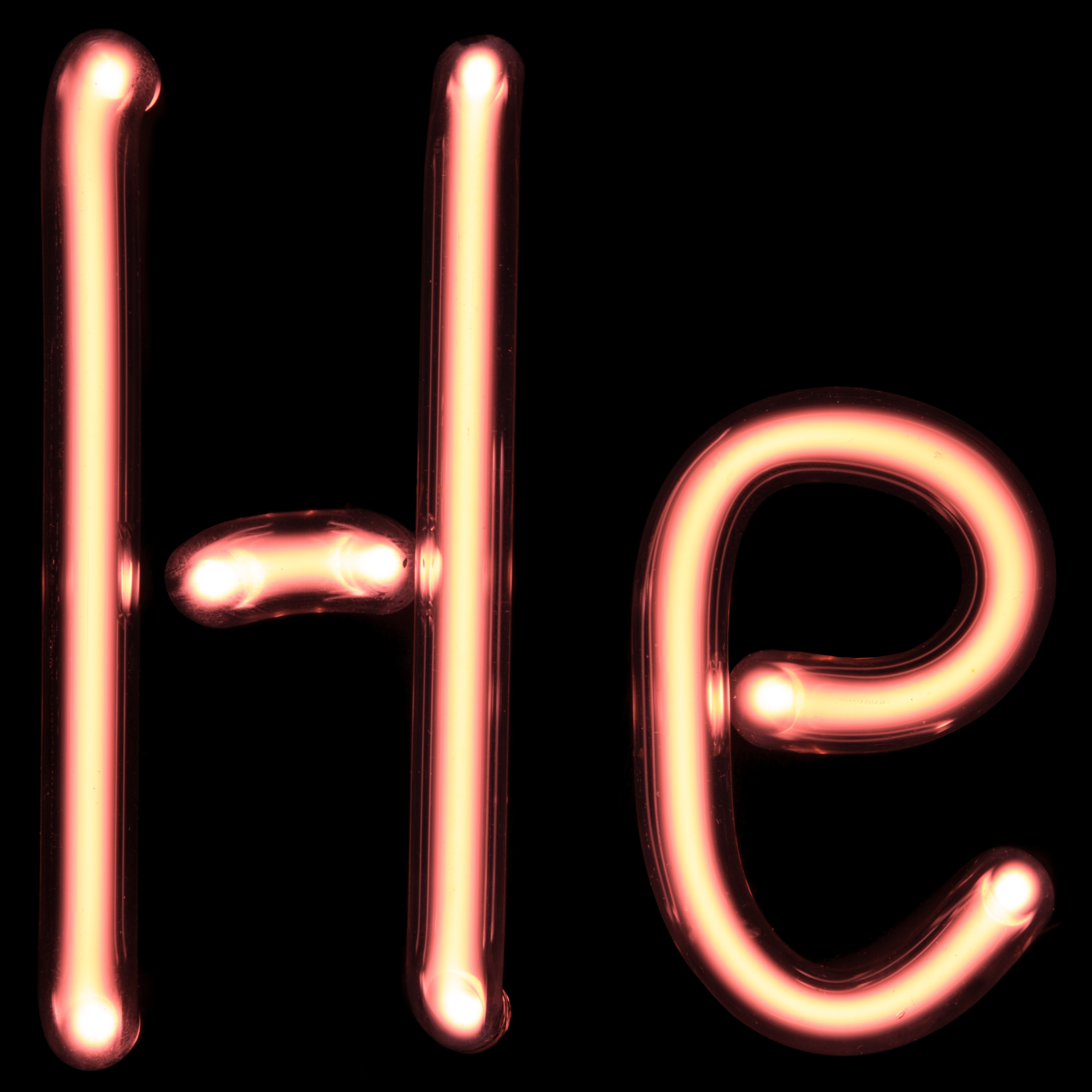
Hel
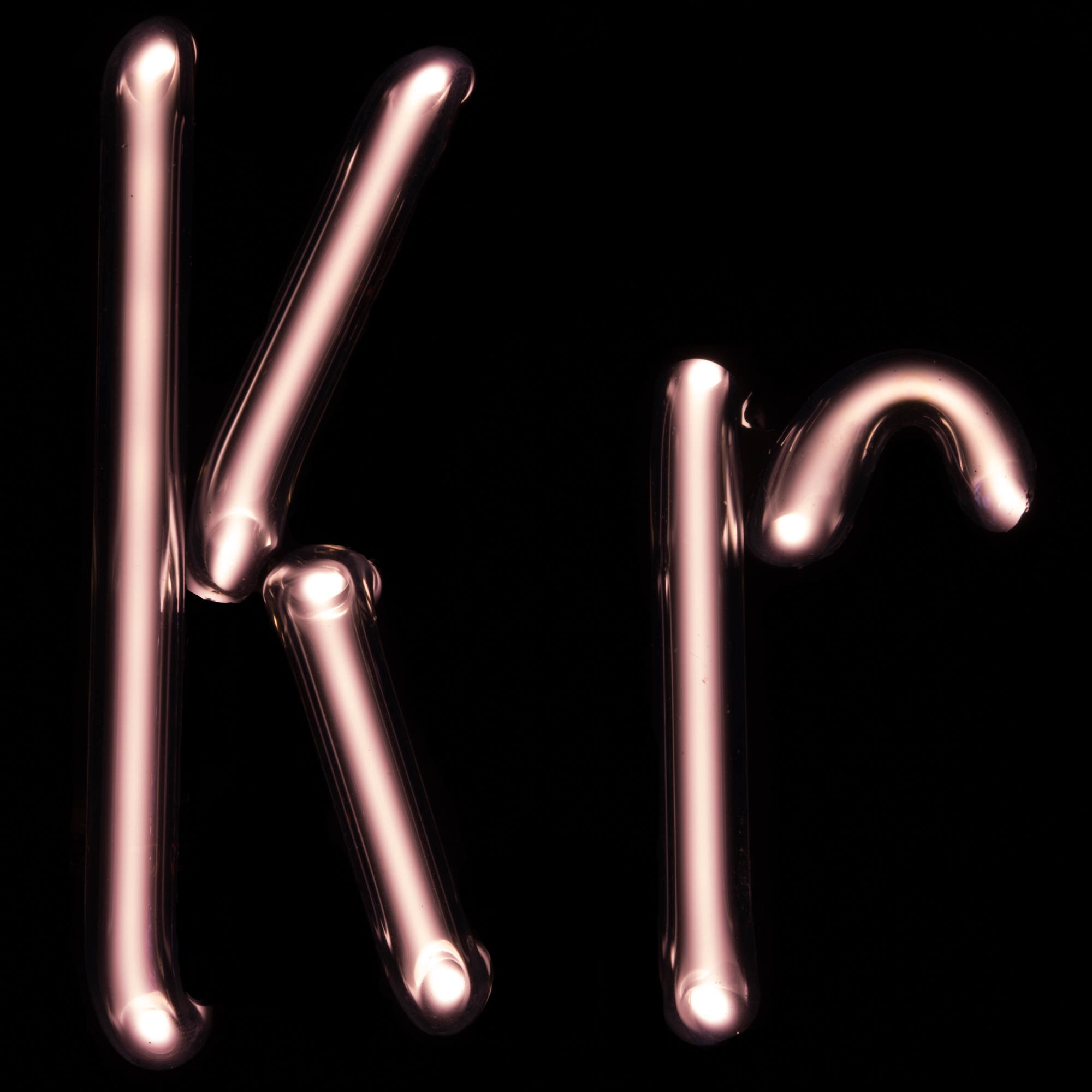
Krypton
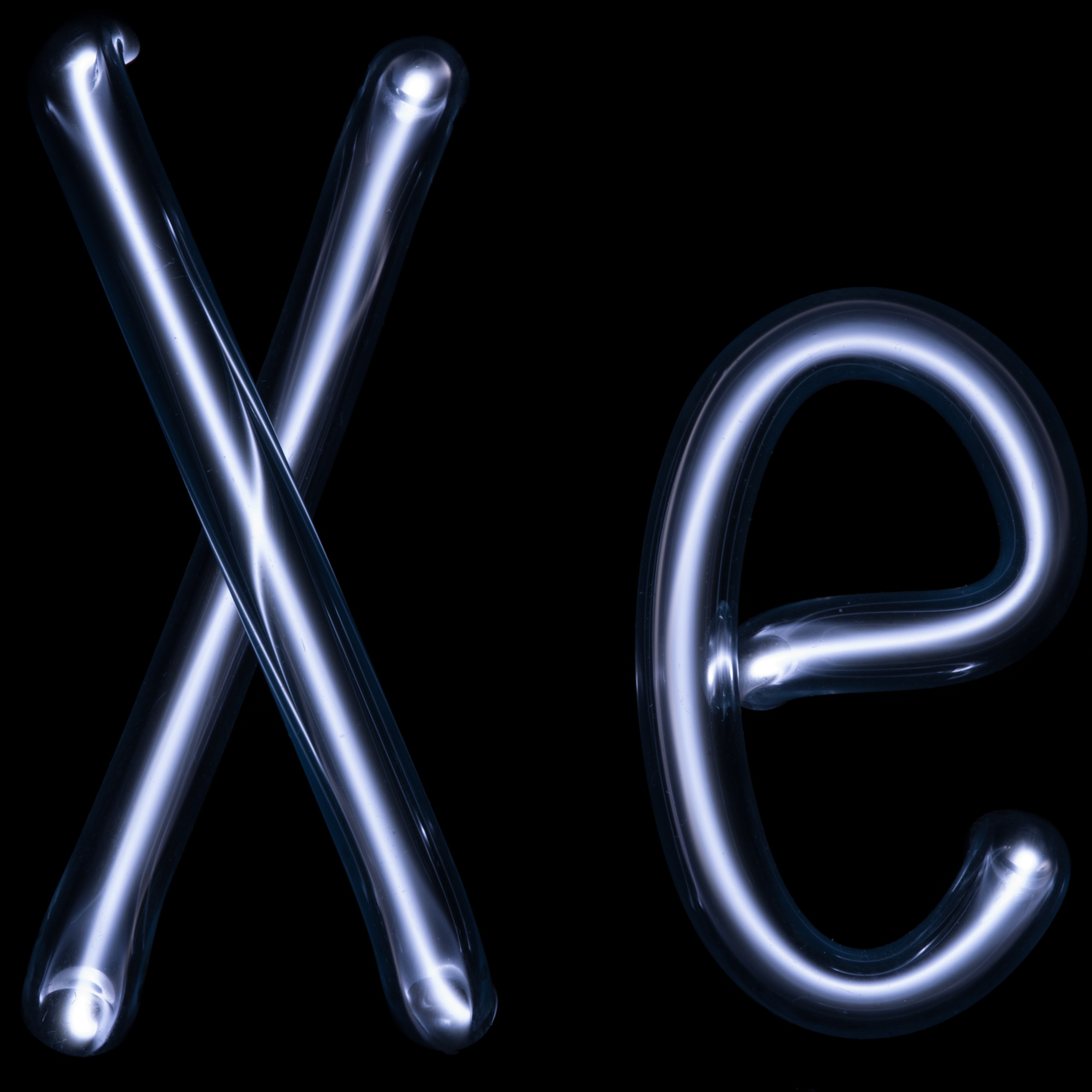
Ksenon

Prócz gazów szlachetnych teoretycznie można zastosować również:
- azot: żółto-różowy
- dwutlenek węgla: błękitno-biały

## Galeria

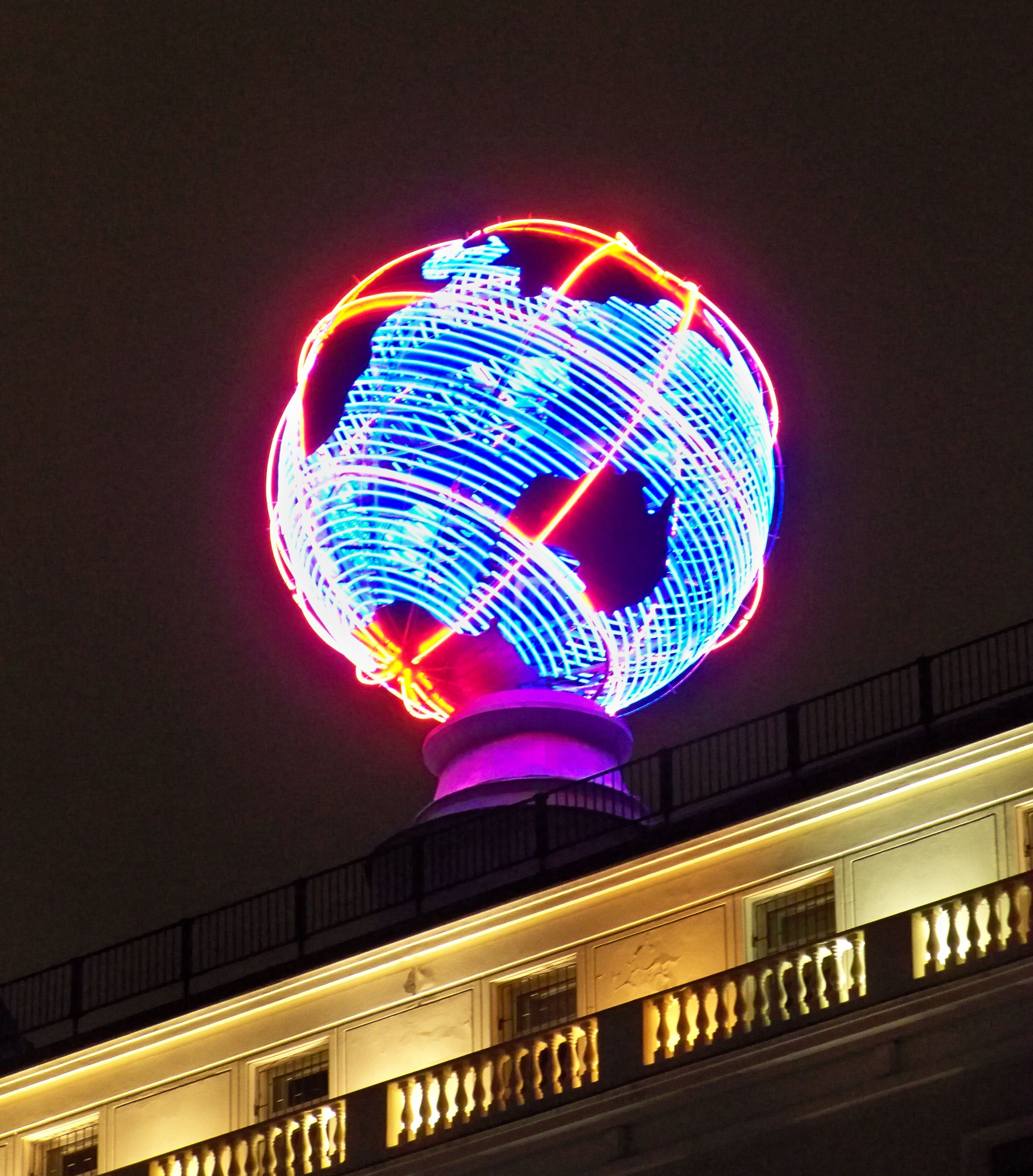
Globus Orbisu w Warszawie, neon jako rzeźba
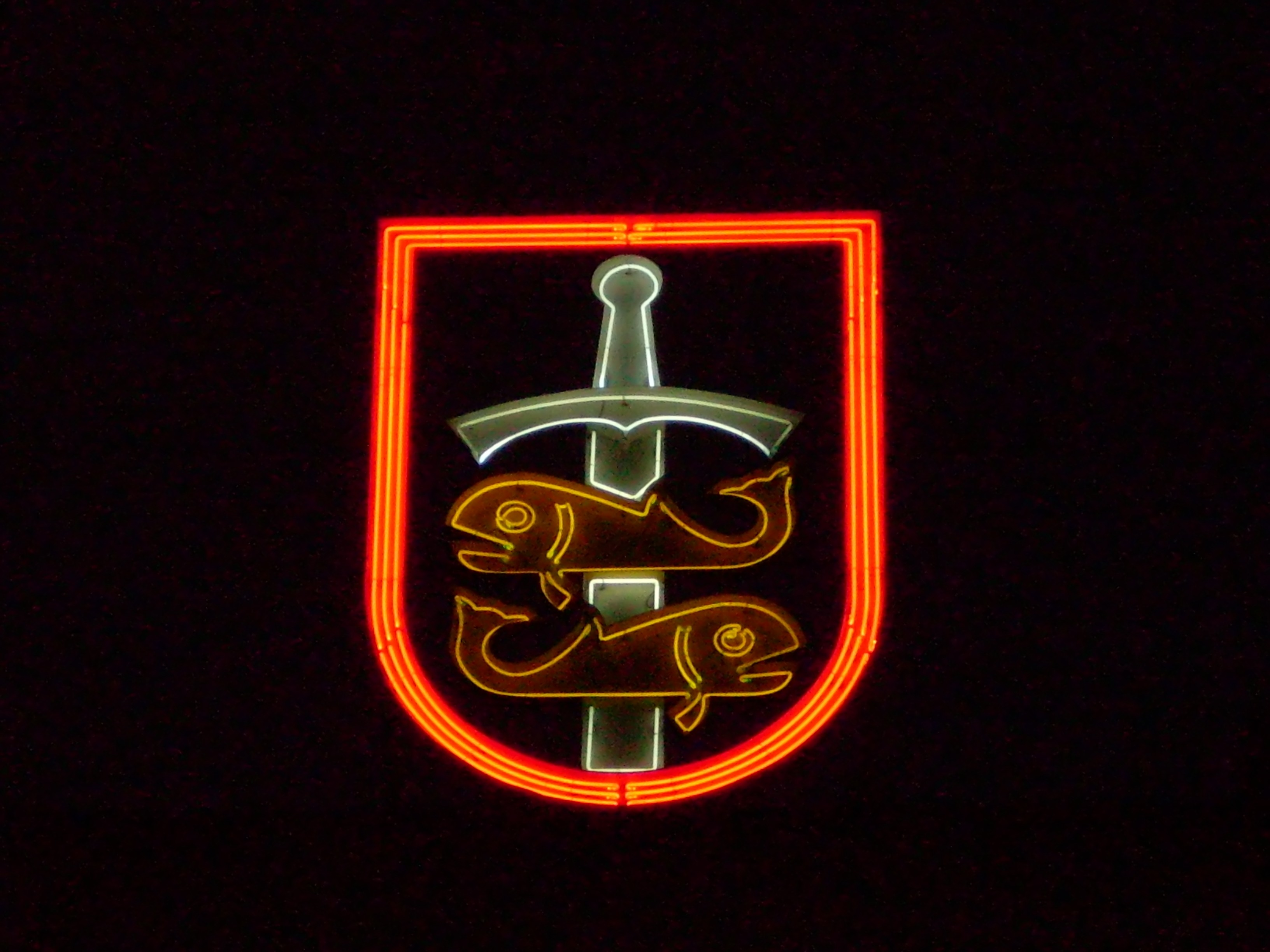
Herb Gdyni jako neon
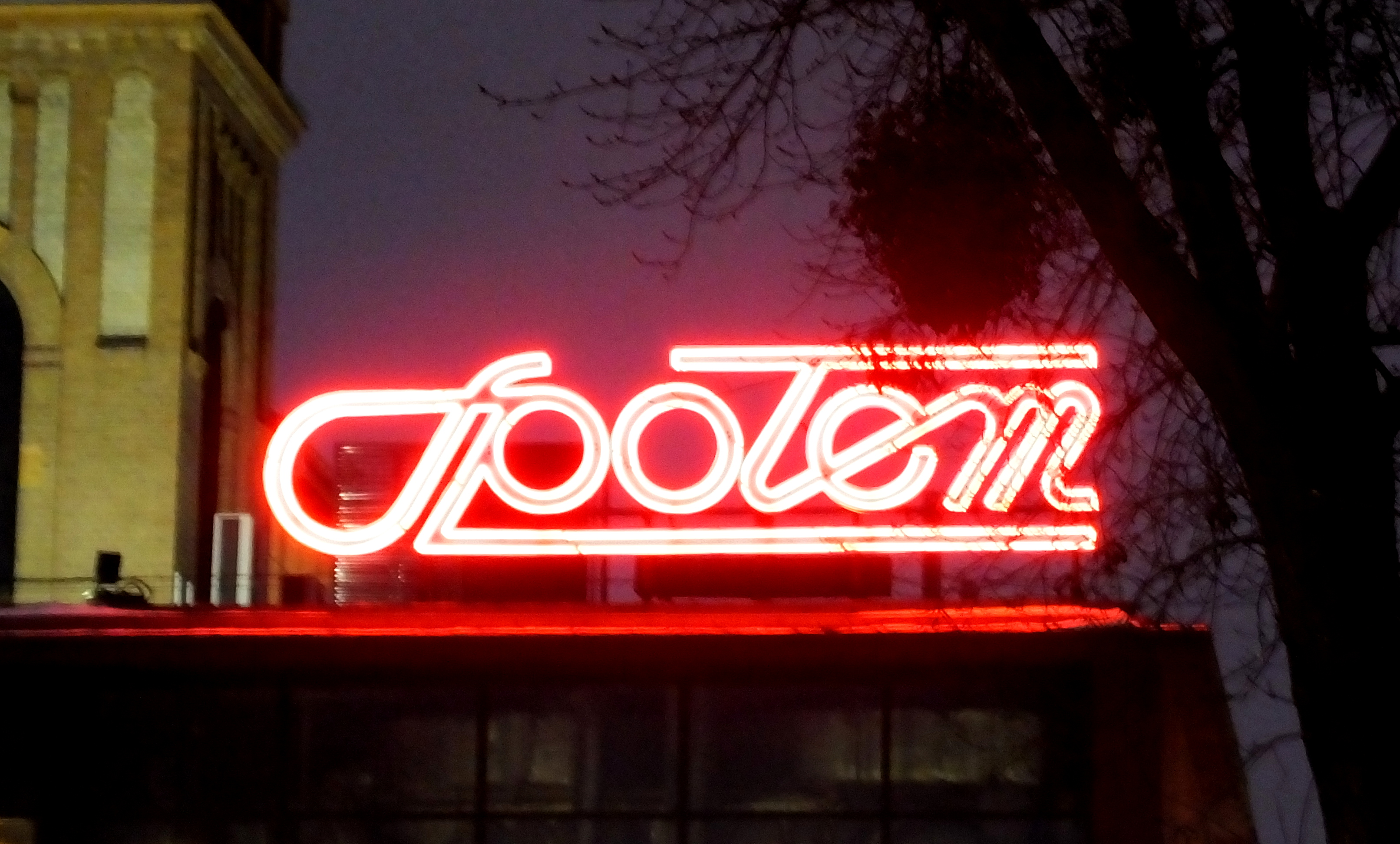
Neon charakterystycznego logo Społem w Warszawie
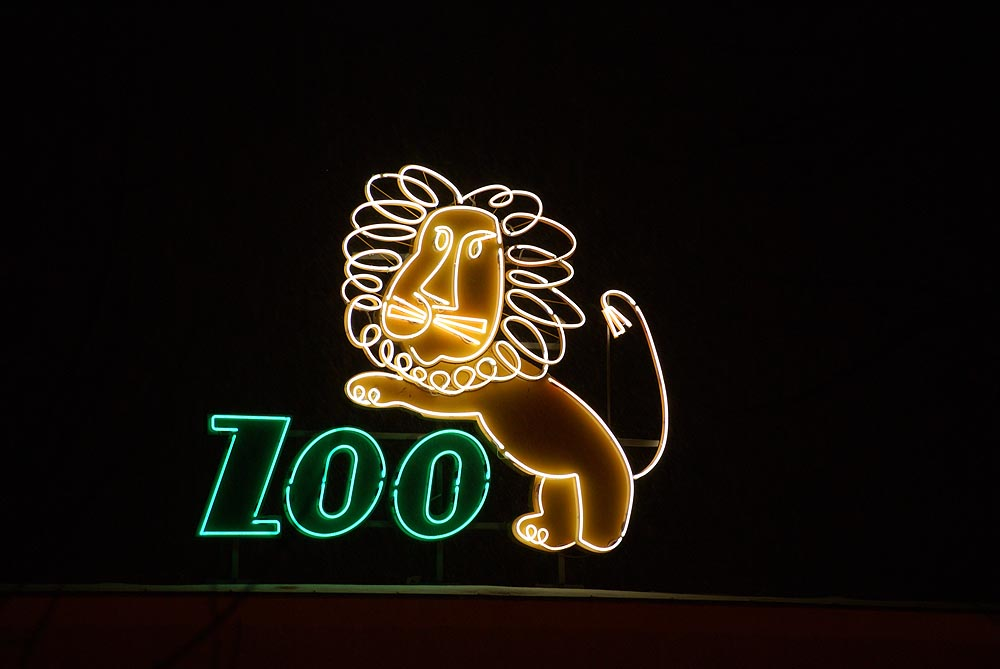
Słynny neon nad wejściem wrocławskiego zoo
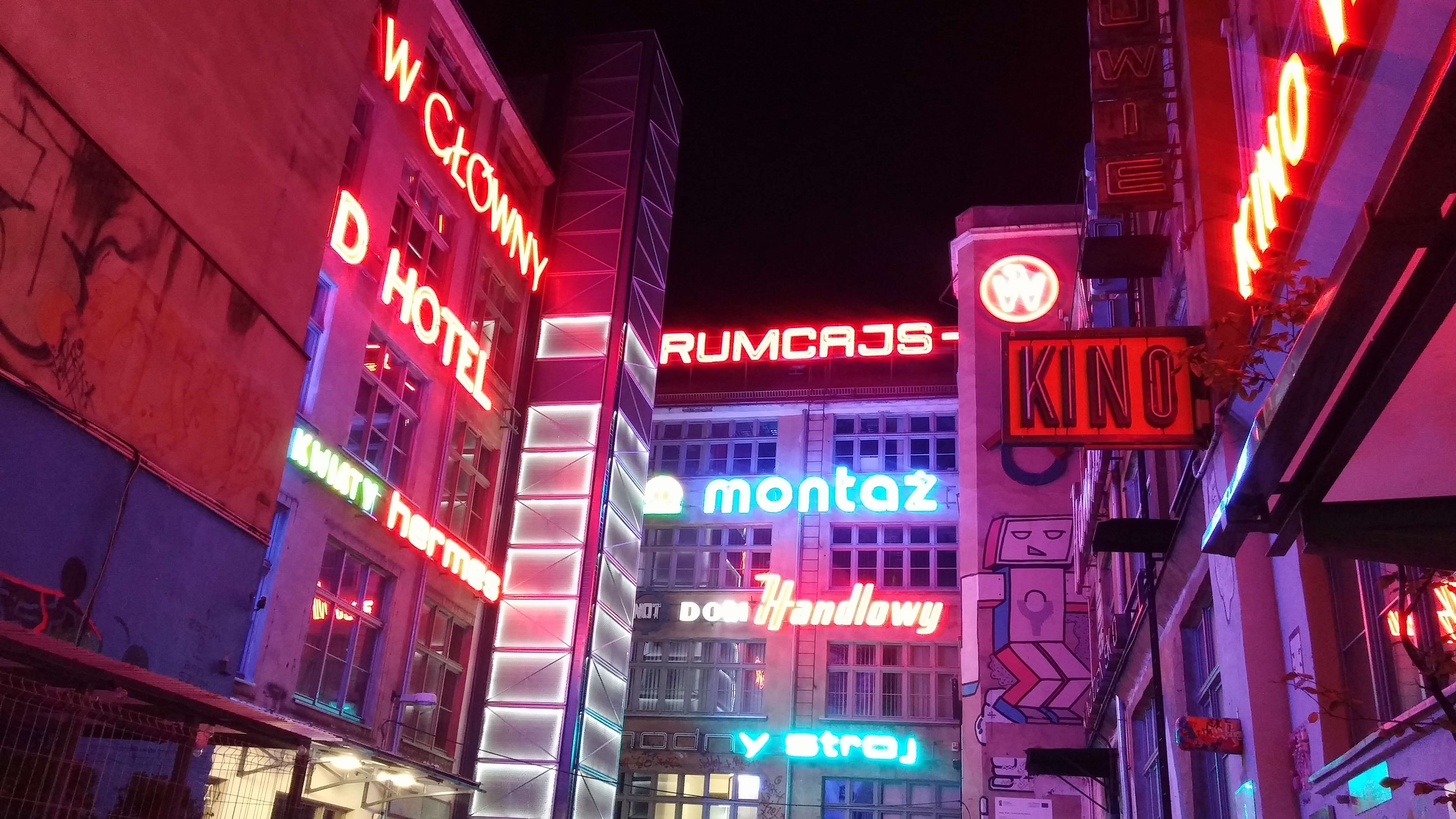
Galeria historycznych neonów we Wrocławiu
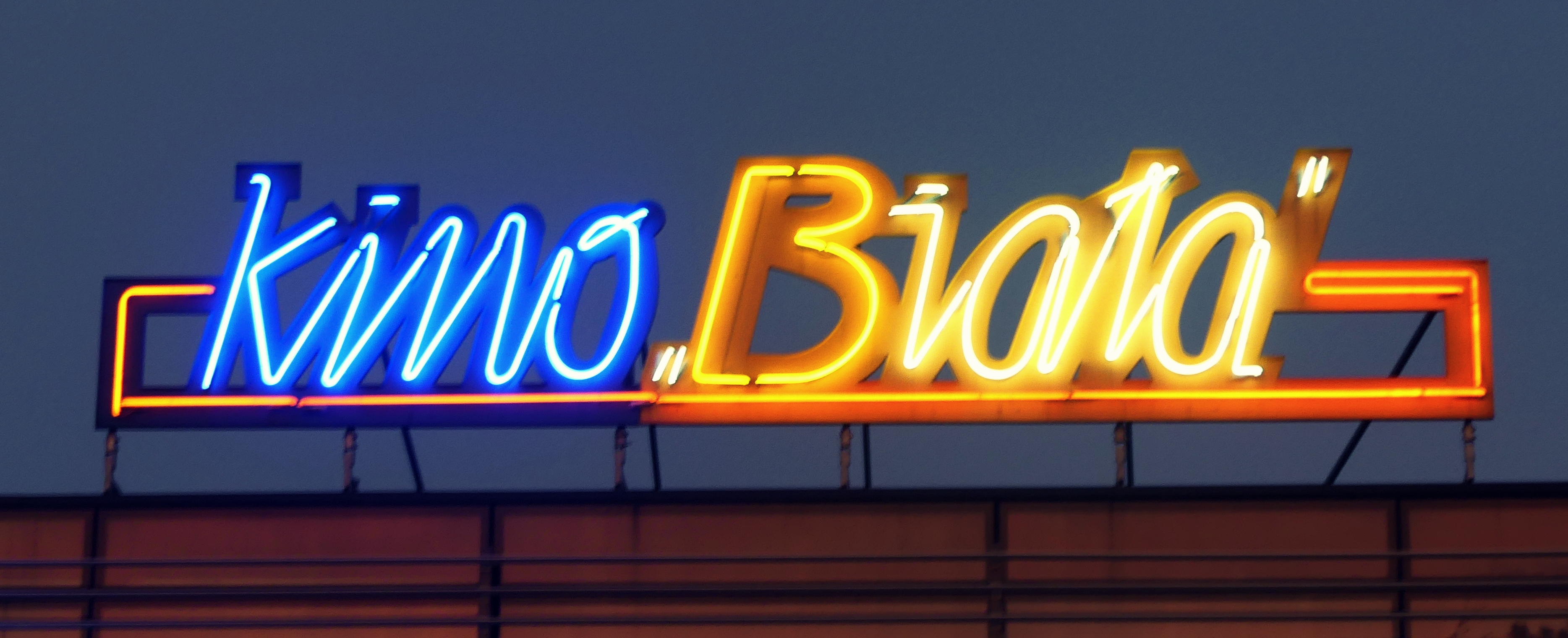
Neon, kino „Biała" w Grybowie

## Muzea neonów

### W Polsce
- Muzeum Neonów w Warszawie
- Katowicki Skład Neonów

### Na świecie
- Museum of Neon Art(inne języki) w Glendale, Kalifornia
- Neon Museum(inne języki) w Las Vegas